# Mont-sur-Meurthe
 Mont-sur-Meurthe  es una población y comuna francesa, en la región de Lorena, departamento de Meurthe y Mosela, en el distrito de Lunéville y cantón de Gerbéviller.

## Demografía
| 515 | 526 | 620 | 1031 | 981 | 947 |
| Para los censos de 1962 a 1999 la población legal corresponde a la población sin duplicidades (Fuente: INSEE [Consultar]) |     |     |      |     |     |